# 佩列米舍利
50°20′59″N 26°55′33″E / 50.34972°N 26.92583°E
佩雷梅舍爾（烏克蘭語：Перемишель），是烏克蘭西部的村落，隸屬赫梅利尼茨基州的舍佩蒂夫卡區。該村始建於1583年，面積3平方公里，海拔高度219米，2024年人口733，人口密度每平方公里265.3人。